# Joseph Clugnet
Joseph Clugnet, né le 11 février 1854 à Caluire-et-Cuire et mort le 23 octobre 1911 à Paris, est un architecte français.

## Biographie
Joseph Clugnet étudie à l'École polytechnique. Il dessine les plans de la manufacture des tabacs de Lyon. Il est fait chevalier de la Légion d'honneur en 1894.